# Voilampi
Voilampi är en sjö i kommunen Etseri i landskapet Södra Österbotten i Finland. Sjön ligger 154,3 meter över havet. Den är 2,9 meter djup. Arean är 100 hektar och strandlinjen är 4,47 kilometer lång. Sjön  ingår i Kumo älvs huvudavrinningsområde.   Den ligger omkring 70 kilometer öster om Seinäjoki och omkring 270 kilometer norr om Helsingfors. 